# Wethersfield (Essex)
Wethersfield – wieś i civil parish w Anglii, w hrabstwie Essex, w dystrykcie Braintree. Leży 25 km na północ od miasta Chelmsford i 66 km na północny wschód od Londynu. W 2011 roku civil parish liczyła 1269 mieszkańców. Wethersfield jest wspomniana w Domesday Book (1086) jako Westrefelda/Witheresfelda.